# Zbrodnia w Gurowie
Zbrodnia w Gurowie – zbrodnia dokonana 11 lipca 1943 roku przez oddział UPA z grupy „Piwnicz” oraz okoliczną ukraińską ludność cywilną na ludności narodowości polskiej podczas rzezi wołyńskiej. Miejscem zbrodni był Gurów, gmina Grzybowica, powiat włodzimierski, w województwie wołyńskim. Zdaniem Władysława Filara, wskutek tej akcji ocalało jedynie 70 na 480 Polaków, według ustaleń Siemaszków zamordowano 200 Polaków i 2 Żydów.
Gurów był polską kolonią liczącą 52 gospodarstwa, gdzie mieszkało 300 Polaków i kilka rodzin ukraińskich. W drugiej połowie 1942 roku w kolonii została zorganizowana polska grupa konspiracyjna, której dowódcą był Jan Cichocki. Wchodziła ona w skład Odcinka Południe Komendy Obwodu AK Włodzimierz Wołyński.
5 lipca samoobrona otrzymała informację o koncentracji bojówek UPA, w związku z tym mężczyźni ukrywali się na noc, uważano bowiem, że to oni są zagrożeni.
11 lipca w godzinach 2.30–3.00 oddziały UPA podjęły szeroko zakrojoną akcję eksterminacji Polaków w powiecie włodzimierskim. Zaatakowano Gurów, Wygrankę, Żdżary, Zabłoćce, Sądową, Nowiny, Zagaje, Poryck, Oleń, Orzeszyn, Romanówkę, Lachów, Gucin i inne miejscowości zamieszkane przez Polaków. 
Gurów w nocy został otoczony przez upowców ze zgrupowania Martyniuka i Ukraińców z okolicznych wsi: m.in. Iwanicz, Bielicz, Myszkowa. Każdy dom był atakowany przez grupy Ukraińców, wśród których tylko mała część była uzbrojona w broń palną. Do wnętrza domów wrzucano granaty, mordowano siekierami, widłami i innymi ostrymi narzędziami. Lżej ranni, którzy zdołali uciec, kierowali się do sąsiedniego powiatu sokalskiego. Po południu okoliczni chłopi ukraińscy przystąpili do rabunku inwentarza żywego i wszelakiego dobra. Po napadzie wieś została spalona.